# Касл (Оклахома)
Касл (англ. Castle) — місто (англ. town) в США, в окрузі Окфаскі штату Оклахома. Населення — 169 осіб (2020).

## Географія
Касл розташований за координатами 35°28′30″ пн. ш. 96°23′2″ зх. д. / 35.47500° пн. ш. 96.38389° зх. д. (35.475132, -96.383994).  За даними Бюро перепису населення США в 2010 році місто мало площу 0,46 км², з яких 0,46 км² — суходіл та 0,00 км² — водойми.

## Демографія
Згідно з переписом 2010 року, у місті мешкало 106 осіб у 42 домогосподарствах у складі 34 родин. Густота населення становила 232 особи/км².  Було 56 помешкань (122/км²).
Расовий склад населення:
| - 70,8 % — білих - 15,1 % — корінних американців - 4,7 % — чорних або афроамериканців - 2,8 % — азіатів |

До двох чи більше рас належало 6,6 %. Частка іспаномовних становила 7,5 % від усіх жителів.
За віковим діапазоном населення розподілялося таким чином: 24,5 % — особи молодші 18 років, 57,6 % — особи у віці 18—64 років, 17,9 % — особи у віці 65 років та старші. Медіана віку мешканця становила 42,3 року. На 100 осіб жіночої статі у місті припадало 100,0 чоловіків;  на 100 жінок у віці від 18 років та старших — 110,5 чоловіків також старших 18 років.
Середній дохід на одне домашнє господарство  становив 39 627 доларів США (медіана — 34 583), а середній дохід на одну сім'ю — 39 082 долари (медіана — 34 583). За межею бідності перебувало 31,4 % осіб, у тому числі 44,4 % дітей у віці до 18 років та 23,5 % осіб у віці 65 років та старших.
Цивільне працевлаштоване населення становило 43 особи. Основні галузі зайнятості: освіта, охорона здоров'я та соціальна допомога — 30,2 %, сільське господарство, лісництво, риболовля — 16,3 %, будівництво — 14,0 %.